# Joe Pasternak
Joe Pasternak (Șimleu Silvaniei, 19 de setembro de 1901 -  Beverly Hills, 13 de setembro de 1991) foi um produtor cinematográfico húngaro-estadunidense. Em 40 anos de carreira, ela tornou-se um dos maiores produtores de musicais de Hollywood. Seus filmes arrecadaram um total de US$ 400 milhões.

## Biografia
Em 40 anos de carreira, Pasternak tornou-se um dos maiores produtores de musicais de Hollywood, realizador de 105 filmes e descobridor de celebridades como Judy Garland, June Allyson, Deanna Durbin e Gloria DeHaven.
Em meados da década de 1930, a Universal Pictures enfrentava a falência, e foi Pasternak que reabilitou as finanças do estúdio com 10 filmes estrelados por Deanna Durbin, que ajudou a salvar a companhia. O produtor, também conseguiu reerguer a carreira de Marlene Dietrich com Atire a Primeira Pedra (1939). Clássicos como A Viúva Alegre, O Grande Caruso e Marujos do Amor levaram sua assinatura.
Seus filmes eram na maiorias das vezes criticado pela imprensa, mas raramente pelo público, arrecadando US$ 400 milhões em bilheterias. "Se eu tivesse uma porcentagem, eu seria o homem mais rico da cidade," disse ele ao Los Angeles Times em 1980.

## Filmografia
| - Ludwig der Zweite, König von Bayern (1929) - Fünf von der Jazzband (1932) - Der Rebell (1932) - Ein steinreicher Mann (1932) - Skandal in Budapest (1933) - Peter (1934) - Spring Parade (1934) - A Precocious Girl (1934) - Little Mother (1935) - Catherine the Last (1936) - Three Smart Girls (1936) - One Hundred Men and a Girl (1937) - Mad About Music (1938) - Youth Takes a Fling (1938) - That Certain Age (1938) - Three Smart Girls Grow Up (1938) - The Under-Pup (1939) - First Love (1939) - Destry Rides Again (1939) - It's a Date (1940) - Spring Parade (1940) - A Little Bit of Heaven (1940) - Seven Sinners (1940) - Nice Girl? (1940) - The Flame of New Orleans (1941) - It Started with Eve (1941) - Seven Sweethearts (1942) - Presenting Lily Mars (1943) - Thousands Cheer (1943) - Song of Russia (1944) - Two Girls and a Sailor (1944) - Music for Millions (1944) - Thrill of a Romance (1945) - Anchors Aweigh (1945) - Her Highness and the Bellboy (1945) - Two Sisters from Boston (1946) - Holiday in Mexico (1946) - No Leave, No Love (1946) - The Unfinished Dance (1947) - This Time for Keeps (1947) - Three Daring Daughters (1948) - Big City (1948) | - On an Island with You (1948) - A Date with Judy (1948) - Luxury Liner (1948) (1948) - Beijou-me um Bandido (1948) - A Noiva Desconhecida (1949) - Aquele Beijo à Meia-Noite (1949) - Romance Carioca (1950) - Meu Coração Tem Dono (1950) - Quando Eu Te Amei (1950) - Casa, Comida e Carinho (1950) - O Grande Caruso (1951) - Rica, Bonita e Solteira (1951) - Amei e Errei (1951) - Eva na Marinha (1952) - A Viúva Alegre (1952) - Tu És Minha Paixão (1952) - Small Town Girl (1953) - Meu Amor Brasileiro (1953) - Fácil de Amar (1953) - Paixão e Carne (1954) - The Student Prince (1954) - Tentações de Adão (1954) - Marujos e Sereias (1955) - Ama-me ou Esquece-me (1955) - Viva Las Vegas (1956) - O Belo Sexo (1956) - Esta Noite ou Nunca (1957) - This Could Be the Night (1957) - A bela do bas-fond (1958) - Elas querem é casar (1959) - Já Fomos Tão Felizes (1960) - Bastam Dois para Amar (1960) - O Tenente Boa Vida (1962) - A Mais Querida do Mundo (1962) - Papai precisa casar (1963) - Operação Matrimônio (1963) - Em Busca do Amor (1964) - Louco Por Garotas (1965) - Minhas Três Noivas (1966) - Feita em Paris (1966) - Os Prazeres de Penélope (1966) - A Praia dos Desejos (1968) |